# Земљина револуција
Земљина револуција представља кретање Земље око Сунца. Земља се креће по елипси у чијој је једној жижи Сунце, које својом гравитацијом одржава Земљу на тој елипси. Средња удаљеност Земље од Сунца износи приближно 150 милиона километара (једна астрономска јединица) и Земљи је потребно у просеку 365.2422 дана (једна година) да пређе пуну путању. Осим Земље, око Сунца кружи још седам планета: Меркур, Венера, Марс, Јупитер, Сатурн, Нептун, Уран, као и бројни планетоиди, астероиди и комете. Последица Земљине револуције јесте привидно годишње кретање Сунца, као и појава паралактичких елипса звезда. 
У комбинацији кретања Земље и осталих планета за посматрача са Земље настају привидне петље које описују спољашње планете, односно привидно осцилирање унутрашњих планета око Сунца. Спољашње планете јесу оне које круже око Сунца на растојањима даљим него Земља, а унутрашње оне код којих је то растојање мање него код Земље.